# Скаловський Іван Семенович
Іван Семенович Скаловський (нар. 1777 — пом. 20 серпня 1836, Севастополь) — контр-адмірал, начальник ескадри Чорноморського флоту.

## Біографія
Народився в 1777 році, походив із дворян Чернігівської губернії.
У 1791 році поступив гардемарином у Чорноморський флот Російської імперії, де і плавав щорічно до 1798 року. У 1793 році підвищений у мічмани.
У 1798—1800 роках на кораблі «Марія Магдалина» в ескадрі віце-адмірала Ушакова, перейшов із Севастополя в Архіпелаг і брав участь при штурмі фортеці Відо, після чого на кораблі «Варахаїл» плавав у Середземному морі до Мессіни і Неаполя, а потім назад у Севастополь.
У 1801—1804 роках плавав в Чорному морі. У 1805 році, командуючи узятим раніше у французів бригом «Олександр», перейшов із Севастополя в Корфу, а потім крейсував біля берегів Далмації, плаваючи під загальним начальством віце-адмірала Дмитра Сенявіна.
У 1806 році, командуючи тим же бригом в Адріатичному морі, відбив 16 грудня біля острова Браццо нічний напад трьох канонерських човнів, тартани «Napoleon» і однієї требаки, причому команди у них було до 500 чоловік і 10 гармат, з них 4 — 18-фунтового калібру, а на бригу «Олександр» 75 чоловік екіпажу і 12 гармат 4-фунтового калібру.
Незважаючи на нерівність сил і дуже слабкий вітер, вступив під вітрила і сміливо напав на ворога, але не допускаючи абордажу, після успішного тригодинного бою змусив ворога відступити з втратою одного канонерського човна на місці, а тартана «Napoleon» була так пошкоджена, що затонула, прийшовши назад на рейд в Сполатро. За цей подвиг Скаловський 26 лютого 1807 року був нагороджений орденом Святого Георгія 4-го ступеня № 727 за кавалерським списком Судравського і № 1741 за списком Григоровича-Степанова.
В 1807 році Скаловський перебував в загоні капітан-командора Іллі Баратинського і брав участь в експедиції до берегів Далмації, щоб підбадьорити патріотів, повсталих проти французів; 25 травня мав справу біля містечка Полица, 28 травня був при узятті фортеці Алмиса, біля Сполатро, а у кінці року, з нагоди розриву з Англією, перейшов до Венеції, де і пробув до 1809 року.
1 березня 1810 року підвишений у в капітан-лейтенанти і повернувся суходолом у Миколаїв, після чого, командуючи щорічно судами, плавав в Чорному морі.
У 1828 році, в чині капітана 1-го рангу, командуючи вже п'ятий рік кораблем «Пармен», брав участь з флотом в ескадрі віце-адмірала Олексія Грейга у битві з турецьким флотом і бомбардуванні Анапи, а після узяття її ходив до містечка Підступна і до фортеці Варни для перевезення звідти хворих і поранених в Одесу.
29 липня за відмінність при облозі Анапи нагороджений золотою шаблею з написом «За хоробрість», а за розпорядливість під час дій проти фортеці Варни нагороджений орденом св. Володимира 3-го ступеню.
11 березня 1829 року Скаловський брав участь в загоні контр-адмірала Михайла Кумані в штурмі фортеці Акіолло; 23 березня з кораблем «Імператриця Марія» він відбив напад турків на Созополь; 4 травня, командуючи сам загоном з трьох кораблів, двох фрегатів і одного бригу, спалив під фортецею Пендераклія турецькі військові судна, що стояли на рейді: 1 корабель, 1 транспорт і до 15 інших дрібних суден.
За зразкову службу був 10 червня підвищений у контр-адмірали і призначений командиром 3-ї бригади Чорноморського флоту, а після Адріанопільського миру, командуючи ескадрою, знаходився при Румелійських берегах і стояв з флотом на Сазопольскому рейді.
У 1830 році Скаловський був переведений в Балтійський флот, з призначенням командувати 1-ю бригадою 3-ї флотської дивізії, де і плавав по 1832 рік, маючи прапор на кораблі «Полтава».
У 1834 році знову переведений в Чорноморський флот з призначенням командиром 3-ї бригади 4-ї флотської дивізії і, маючи прапор на кораблі «Чесма», крейсував ескадрою в Чорному морі. У 1835—1836 роках, маючи прапор на фрегаті «Ерівань», крейсував з ескадрою біля берегів Абхазії і неодноразово бував в перестрілках з горцями.
Помер 20 серпня 1836 року в Севастополі.

## Нагороди
- Орден святого Георгія IV ступеня (1807);
- Орден Святого князя Володимира III ступеня (1828);
- Золота шабля з написом «За хоробрість» (1828).